# درایو سرعت-قابل‌تنظیم

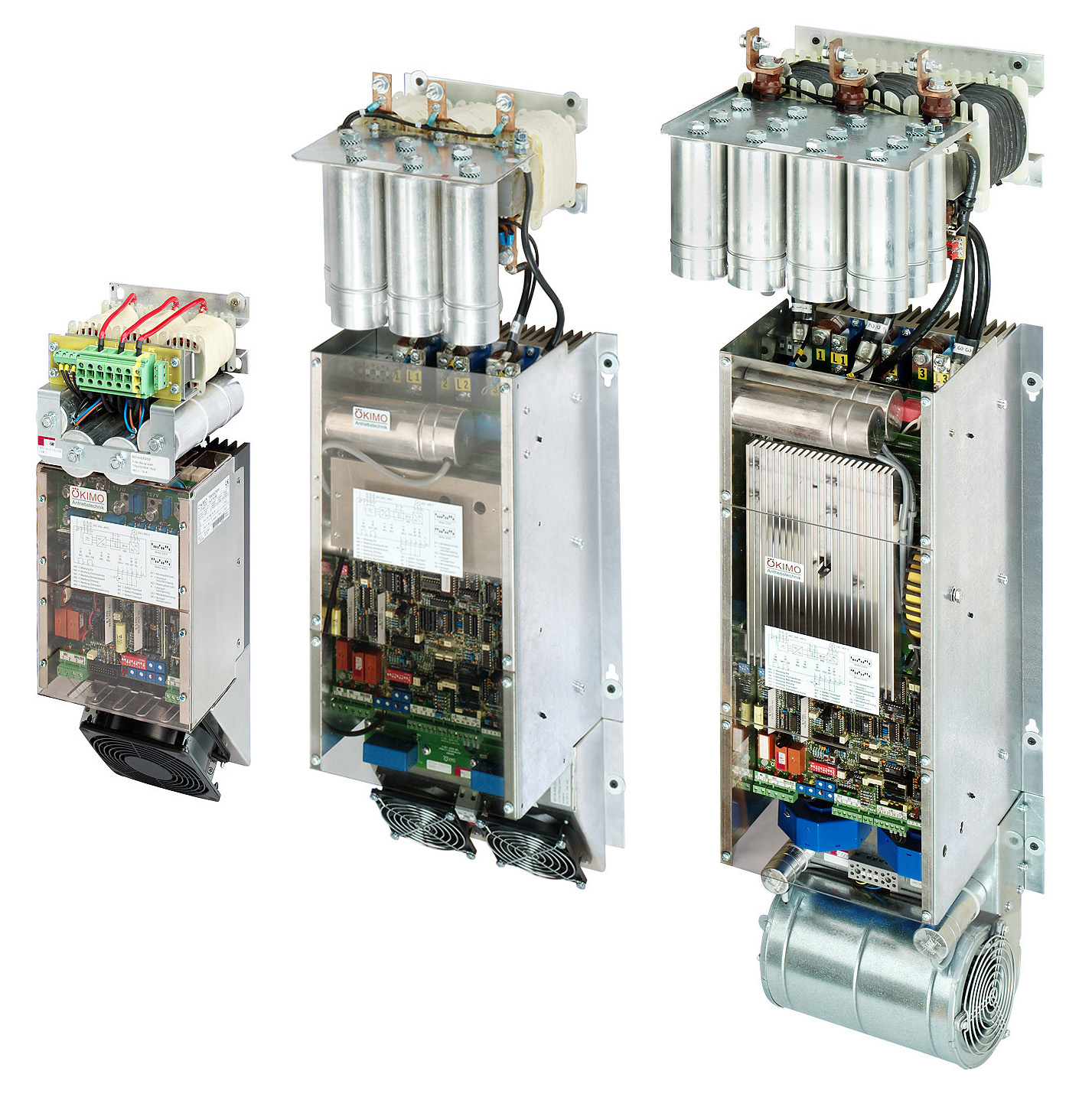
Line regenerative variable frequency drives, showing capacitors (top cylinders) and inductors attached which filter the regenerated power.

درایو سرعت-قابل‌تنظیم (ASD) یا درایو سرعت-متغیر (VSD) تجهیزات مورد استفاده برای کنترل سرعت ماشین آلات را توصیف می‌کند. بسیاری از پروسه‌های صنعتی مانند خطوط مونتاژ باید با سرعت‌های مختلف برای محصولات مختلف عمل کنند. در جایی که شرایط فرایند تقاضای تنظیم جریان از یک پمپ یا فن را دارد، تغییر سرعت درایو ممکن است صرفه جویی در مصرف انرژی در مقایسه با سایر تکنیک‌های کنترل جریان باشد.
جایی که سرعت ممکن است از چندین محدوده از پیش تعیین شده انتخاب شود، معمولاً این درایو سرعت قابل تنظیم است. اگر سرعت خروجی بدون گام‌ها در یک محدوده تغییر یابد، معمولاً درایو به عنوان سرعت متغیر نامیده می‌شود.
درایوهای قابل تنظیم و متغیر ممکن است صرفاً مکانیکی، الکترومکانیکی، هیدرولیک یا الکترونیکی باشند.
به عنوان مثال یک ماشین با ۸ جفت قطب فیزیکی، می‌تواند به گونه ای متصل شود تا اجازه دهد با جفت‌های ۴ یا ۸ قطب کار کند و دو سرعت را با فرکانس ۶۰ هرتز افزایش دهد که این سرعتها می‌توانند ۱۸۰۰ دور در دقیقه و ۹۰۰ دور در دقیقه باشند.

## موتورهای الکتریکی
موتور الکتریکی AC را می‌توان در عملکرد سرعت ثابت تعریف کرد که توسط تعداد جفت‌های قطعه استاتور در موتور و فرکانس جریان متناوب تعیین می‌شود.
موتورهای AC می‌تواند برای عملیات «تغییر قطب» ساخته شود که مجدداً با اتصال سیم پیچ استاتور برای تغییر تعداد قطب‌ها به دو و گاهی سه، سرعت و شتاب به دست آورد. اگر تغییرات سرعت کم باشد، موتور ممکن است در ابتدا برای یک سرعت متصل شود و سپس به سرعت دیگر به عنوان تغییر فرایند تغییر داده شود یا از یک کنتاکتور مغناطیسی برای تغییر بین دو سرعت به عنوان نیازهای فرایند نوسان استفاده شود. اتصالات برای بیش از سه سرعت غیر اقتصادی است.
تعدادی از چنین سرعت‌های باعملکرد سرعت ثابت با هزینه همراه است، زیرا تعداد جفت‌های قطبی افزایش می‌یابد. اگر بسیاری از سرعت‌های مختلف یا سرعت‌های متغیر مستقل مورد نیاز است، روش‌های دیگر مورد نیاز است.
موتورهای جریان مستقیم با تنظیم جریان جرقه شنت اجازه تغییر سرعت را می‌دهند. یکی دیگر از روش‌های تغییر سرعت، یک موتور جریان مستقیم با تغییر ولتاژ اعمال شده به آرمیچر است.
یک درایو سرعت قابل تنظیم ممکن است شامل یک موتور الکتریکی و کنترل‌کننده باشد که برای عملکرد تنظیم سرعت موتور استفاده می‌شود. ترکیبی از یک موتور سرعت ثابت و دستگاه قابل تغییر مکانیکی سرعت متغیر نیز ممکن است درایو سرعت قابل تنظیم باشد. درایوهای فرکانس متغیر مبتنی بر الکترونیک به سرعت در حال از کار انداختن فناوری قدیمی هستند.

## دلیل استفاده از درایوهای سرعت قابل تنظیم
کنترل فرایند و صرفه جویی در انرژی، دو دلیل اصلی برای استفاده از درایو سرعت قابل تنظیم هستند. از لحاظ تاریخی، درایوهای سرعت قابل تنظیم برای کنترل فرایند توسعه داده شد، اما صرفه جویی در انرژی به عنوان هدف به همان اندازه مهم است.

### کنترل شتاب
درایو سرعت قابل تنظیم اغلب می‌تواند عمل بهتری را در مقایسه با یک حالت جایگزین عمل سرعت ثابت انجام دهد. به عنوان مثال، در ایستگاه بالابری فاضلاب (گنداب)، فاضلاب معمولاً از طریق لوله‌های فاضلاب تحت نیروی جاذبه به یک مکان مرطوب خوب جریان می‌یابد. از آنجا آن را به یک فرایند تصفیه پمپ می‌کند.
هنگامی که پمپ‌های سرعت ثابت استفاده می‌شود، پمپ‌ها زمانی شروع به کار می‌کنند که سطح مایع در رطوبت به برخی از نقطه‌های بالا برسد و هنگامی که سطح به نقطه کم کاهش می‌یابد، توقف می‌کند. چرخه زنی بر روی پمپ‌ها و خروجی‌ها موجب افزایش شدید جریان الکتریسیته می‌شود و موتورها را به کار می‌اندازد که باعث ایجاد تنش‌های الکترومغناطیسی و حرارتی در موتورها و تجهیزات کنترل قدرت می‌شود، پمپ‌ها و لوله‌ها تحت فشارهای مکانیکی و هیدرولیکی قرار می‌گیرند و روند تصفیه فاضلاب مجبور شده‌است جریان‌های فاضلاب را از طریق فرایند جبران کند.
هنگامی که درایوهای سرعت قابل تنظیم استفاده می‌شود، پمپ به‌طور مداوم به سرعت عمل می‌کند که سرعتش به دلیل افزایش سطح خیس افزایش می‌یابد. این جریان خروجی را به جریان ورودی منطبق می‌کند و عملیات بسیار ساده ای از روند را فراهم می‌کند.

### صرفه جویی در انرژی با استفاده از درایوهای سرعت قابل تنظیم مؤثر
فن‌ها و پمپ‌ها بخش بزرگی از انرژی مورد استفاده در موتورهای صنعتی را مصرف می‌کنند. جایی که فن‌ها و پمپ‌ها به یک فرایند بار متفاوت عمل می‌کنند، یک روش ساده برای تغییر مقدار تحویل سیال با دمپر یا شیر در خروجی فن یا پمپ این است که با افزایش فشار آن، جریان را در روند فرایند کاهش می‌دهد.
با این حال، این افت فشار اضافی نشان دهنده از دست دادن انرژی است. گاهی اوقات از لحاظ اقتصادی عملی است که در برخی از دستگاه‌هایی که با از دست دادن انرژی بهبود می‌یابند، استفاده شود.
با یک درایو سرعت متغیر در پمپ یا فن، عرضه می‌تواند برای مطابقت با تقاضا تنظیم شود و بدون تلفات اضافی معرفی شده‌است.
به عنوان مثال، هنگامی که یک فن به‌طور مستقیم توسط یک موتور سرعت ثابت چرخانده می‌شود، جریان هوا برای حداکثر تقاضا برای سیستم طراحی شده‌است، و بنابراین معمولاً بالاتر از آن است که باید باشد. جریان هوا را می‌توان با استفاده از یک دمپر تنظیم کرد، اما آن مؤثرتر از تنظیم مستقیم سرعت موتور فن می‌باشد. به دنبال قوانین وابستگی، برای ۵۰٪ جریان هوا، موتور سرعت متغیر حدود ۲۰٪ از قدرت ورودی (آمپر) را مصرف می‌کند. موتور سرعت ثابت هنوز حدود ۸۵ درصد از توان ورودی را در نیمه جریان مصرف می‌کند.

## انواع درایوهای سرعت قابل تنظیم
برخی از موتورهای اصلی احتراق (موتورهای احتراق داخلی، موتورهای بخار متقابل یا توربین، چرخ‌های آب، و غیره) دارای طیف وسیعی از سرعت‌های عملیاتی هستند که می‌تواند به‌طور مداوم (با تنظیم نرخ سوخت یا ابزار مشابه) متغیر باشد. با این حال، کارایی ممکن است در کمترین حد دامنه سرعت باشد و ممکن است دلیلی برای سیستم وجود داشته باشد که سرعت اولیه موتور را نمی‌توان در سرعت بسیار کم یا بسیار بالا حفظ کرد.
قبل از اینکه موتورهای الکتریکی اختراع شوند، برای کنترل قدرت مکانیکی که توسط چرخ‌های آب و موتور بخار استفاده می‌شد، تغییرات سرعت مکانیکی مورد استفاده قرار می‌گرفت. زمانی که موتورهای الکتریکی برای استفاده آمدند، ابزار کنترل سرعت آن‌ها تقریباً بلافاصله توسعه یافت. امروزه انواع مختلف درایوهای مکانیکی، درایوهای هیدرولیکی و درایوهای الکتریکی در بازار درایوهای صنعتی رقابت می‌کنند.

### درایوهای سرعت قابل تنظیم مکانیکی
دو نوع درایوهای مکانیکی: درایوهای گام متغیر و درایوهای کشش وجود دارد.
درایوهای گام متغیر درایوهای گیربکس (قرقره) و تسمه هستند که در آن گام، قطر یکی یا هر دو قرقره می‌تواند تنظیم شود.
درایوهای کشش، قدرت را از طریق اتصال غلتک‌های فلزی در حال اجرا بر روی غلطک‌های فلزی دیگر منتقل می‌کنند. نسبت سرعت ورودی / خروجی با حرکت دادن غلتک‌ها برای تغییر قطر مسیر تماس تنظیم می‌شود. بسیاری از شکل‌های غلتکی و طرح‌های مکانیکی استفاده شده‌است.

### درایو سرعت قابل تنظیم هیدرولیکی
سه نوع درایو هیدرولیکی وجود دارد: درایوهای هیدرواستاتیک، درایوهای هیدرودینامیکی و درایوهای هیدروویسکوز
درایو هیدرواستاتیک شامل یک پمپ هیدرولیک و یک موتور هیدرولیک است. از آنجا که پمپ‌ها و موتورهای جابجایی مثبت استفاده می‌شود، یک دوران کامل از پمپ یا موتور مطابق با جریان یک مقدار حجم از مایع است که توسط جابه جایی بدون در نظر گرفتن سرعت یا گشتاور تعیین می‌شود. سرعت با تنظیم جریان مایع با شیر یا با تغییر جابجایی پمپ یا موتور تنظیم می‌شود. بسیاری از تغییرات طراحی متفاوت استفاده شده‌است. یک درایو صفحه ای که با سر و صدا همراه است (صفحه سیلندر) محور پیستون پمپ یا موتور را به کار می‌گیرد که در آن زاویه صفحه سیلندر را می‌توان تغییر داد تا جابه جایی را تنظیم کند و بنابراین سرعت را تنظیم می‌کند.
درایوهای هیدرودینامیکی یا کوپلینگ‌های مایع از روغن برای انتقال گشتاور بین یک پروانه بر روی شفت ورودی سرعت ثابت و یک روتور در شفت خروجی برای سرعت قابل تنظیم استفاده می‌کنند. مبدل گشتاور در انتقال اتوماتیک خودرو یک درایو هیدرودینامیکی است.
درایو هیدروویسکوز (هیدروسیستم) شامل یک یا چند دیسک متصل به شفت ورودی است که در برابر یک دیسک مشابه یا دیسک‌های متصل به شفت خروجی فشرده شده‌اند. گشتاور از طریق شفت ورودی به شفت خروجی از طریق یک غشاء روغن بین دیسک‌ها منتقل می‌شود. گشتاور انتقال متناسب با فشار اعمال شده‌است که توسط یک سیلندر هیدرولیکی دیسک‌ها را با هم می‌فشارد.

### انتقال مداوم متغیر (CVT)
درایوهای سرعت قابل تنظیم مکانیکی و هیدرولیکی معمولاً انتقال یا انتقال متغیر به‌طور مداوم نامیده می‌شوند. هنگامی که آن‌ها در وسایل نقلیه، تجهیزات مزرعه و برخی دیگر از تجهیزات مورد استفاده قرار می‌گیرند.

### درایوهای سرعت قابل تنظیم الکتریکی

#### انواع کنترل
کنترل می‌تواند به صورت دستی قابل تنظیم باشد، با استفاده از وسیله ای مثل دستگاه پتانسیومتر یا دستگاه اثر خطی سالن (که مقاومت بیشتری نسبت به گرد و غبار و گریس دارد) یا به‌طور خودکار می‌تواند با استفاده از یک آشکارساز چرخشی مانند کد نوری رمزگری کنترل شود.

#### انواع درایوها
سه دسته کلی از درایوهای الکتریکی وجود دارد: درایوهای موتور DC، درایوهای جریان گردابی و درایوهای موتور AC. هر یک از این انواع عمومی را می‌توان به تنوع‌های متعدد تقسیم کرد. درایوهای الکتریکی به‌طور کلی شامل موتور الکتریکی و واحد یا سیستم کنترل سرعت می‌باشند. اصطلاح درایو اغلب برای کنترل‌کننده بدون موتور استفاده می‌شود. در روزهای اول تکنولوژی درایو الکتریکی، سیستم‌های کنترل الکترومکانیکی مورد استفاده قرار گرفت. بعدها، کنترل‌کننده‌های الکترونیکی با استفاده از انواع مختلف لوله‌های خلاء طراحی شدند. از آنجا که اجزای الکترونیکی حالت جامد در دسترس قرار گرفت، طراحی جدید کنترل‌کننده، جدیدترین و به روزترین فناوری‌های الکترونیکی را به نمایش گذاشت.

#### درایوهای DC
درایوهای DC، سیستم‌های کنترل سرعت موتور DC هستند. از آنجائیکه سرعت موتور DC به‌طور مستقیم با ولتاژ محرک متناسب است و به‌طور معکوس متناسب با شار موتور (که یک تابع جریان میدان است)، می‌توان از هر دو ولتاژ یا جریان میدان برای کنترل سرعت استفاده کرد. چندین نوع موتور DC در مقاله موتور الکتریکی شرح داده شده‌است. مقاله موتور الکتریکی همچنین کنترل‌های سرعت الکترونیکی مورد استفاده با انواع مختلف موتورهای DC را توصیف می‌کند.

#### درایوهای جریان گردابی
درایو جریان گردابی شامل یک موتور سرعت ثابت و یک کلاچ جریان ثابت است. کلاچ شامل یک روتور سرعت ثابت و یک روتور قابل تنظیم با یک فاصله هوایی کوچک است. یک جریان مستقیم در یک کویل میدان یک میدان مغناطیسی ایجاد می‌کند که گشتاور منتقل شده از روتور ورودی به روتور خروجی را تعیین می‌کند. کنترل‌کننده با تنظیم سرعت حلقه بسته، تغییر جریان کلاچ را تعیین می‌کند و تنها به کلاچ برای انتقال گشتاور کافی به کار با سرعت مورد نظر اجازه می‌دهد.
بازخورد (فیدبک) سرعت به‌طور معمول از طریق یک تچمتر (سرعت سنج) متناوب AC ارائه می‌شود.
درایوهای Eddy Current سیستم‌های کنترل لغزش هستند که انرژی لغزش آن لزوماً همه گرما را از دست می‌دهد. در نتیجه چنین درایوهایی به‌طور کلی کارآمدتر از درایوهای مبدل AC / DC-AC هستند. این موتور گشتاور مورد نیاز بار را ایجاد می‌کند و با سرعت کامل عمل می‌کند. شفت خروجی همان گشتاور را به بار تحویل می‌دهد، اما سرعت آن را کم می‌کند. از آنجا که قدرت متناسب با گشتاور ضرب شده با سرعت است، قدرت ورودی متناسب با سرعت موتور متناظر گشتاور عامل، در حالی که قدرت خروجی سرعت خروجی متناظر گشتاور عامل است. تفاوت سرعت موتور و سرعت خروجی سرعت لغزش نامیده می‌شود. قدرت متناسب با سرعت لغزش در گشتاور عملیاتی به عنوان حرارت در کلاچ دفع می‌شود.

#### درایوهای AC
درایو AC دارای سیستم کنترل سرعت موتور AC می‌باشد.
کنترل لغزشِ طراحی دورانی mab( mohammad.ashkan bashiri تحولی در سرعت بالا ( استفاده در سانتریفیوژهای اب سنگین )را برای اولین بار در دستگاه های پرتابل به ثبت رساند به صورتی که معایب زیادی در سر راه بدنه ساختمان این طرح وجود دارد و ان ازاد کردن حرارتی بالا. که باعث از بین رفتن بدنه موتور میباشد مگر اینکه با الیاژ کروم ساخته شودصورتی که دیگر دانشمندان روسی و چینی با الهام گرفتن از این روش و بالا بردن توان موتورهای گریز از مرکز نیروگاه اراک گامی به جلو جهت بالا بردن زمان تولید اب سنگین. را ایجاد کردند. بزرگترین ایرادی که وجود دارد  موتور القایی زاویه ای روتور (WRIM)؛ سرعت را به وسیله تغییر دادن لغزش موتور از طریق حلقه‌های لغزش روتور، یا به وسیله الکترونیکی با بازگرداندن نیروی لغزش به مسیر استاتور یا با تغییر مقاومتِ مقاومت خارجی در مدار روتور کنترل می‌کند.اولین بار این سیستم را جوان ایرانی که در یکی از فرودگاه سوئد بازداشت شد همراه داشت و از افراد برجسته فیزیکدان تجربه ای ایران بود با خود از کشور خارج کرده ولی موفق به ثبت جهانی طرح نشد روسیه که مدعی طراحی این نوع موتور دورانی بود موفق به مالکیت این سیستم دورانی شد و هم اکنون در حال تولید این نوع موتور که با کمک دوران هایی کنترل شده و تقویل زغال اتصال معکوس به همراه کنتاک کردن قطب های اهنرباهایی که به وسیله امواج ماکرو ویو ساخته شده  و بالا بردن توان سیمپیچ با کمک خاکستر طراحی محمد( اشکان بشیری بود که با کمک گرفتن و همراهی اتصال با درایوهای جریان گردابی، درایوهای WRIM مبتنی بر مقاومت، محبوبیت خود را از دست داده‌اند، زیرا آن‌ها کارایی کمتری نسبت به درایوهای WRIM مبتنی بر AC / DC-AC دارند و فقط در شرایط خاص استفاده می‌شوند.
سیستم‌های بازیابی انرژی لغزش انرژی را به مسیر استاتور WRIM برگشت می‌دهند، تبدیل انرژی لغزش و تغذیه برگشتی آن را به منبع استاتور تبدیل می‌کند. چنین انرژی بازیافتی در غیر این صورت به عنوان حرارت در درایوهای WRIM مبتنی بر مقاومت هدر خواهد رفت. درایوهای سرعت متغیر بهبودیافته با انرژی لغزش در چنین برنامه‌هایی مانند پمپ‌های بزرگ و فن‌ها، توربین‌های بادی، سیستم‌های نیروی دریایی کشتی، پمپ‌های آب / پمپ‌های بزرگ و فلاش‌های ذخیره انرژی انرژی مورد استفاده قرار می‌گیرند. سیستم‌های بازیابی انرژی ابتدایی با استفاده از اجزای الکترومکانیکی برای تبدیل AC / DC-AC (به عنوان مثال شامل یک ردیف، موتور DC و ژنراتور AC) درایوهای Kramer نامیده می‌شوند، سیستم‌های اخیر بیشتر با استفاده از درایوهای فرکانس متغیر (VFDها) به عنوان درایوهای Kramer استاتیک معرفی می‌شود.
به‌طور کلی، VFD در تنظیمات اساسی آن، سرعت یک القا یا موتور سنکرون را با تنظیم فرکانس قدرت عرضه شده به موتور، کنترل می‌کند.
هنگام تغییر فرکانس VFD در برنامه‌های استاندارد گشتاور متغیر با عملکرد پایین با استفاده از ولتاژ- هرتز (V / Hz) کنترل می‌شوند، نسبت ولتاژ به فرکانس موتور AC می‌تواند ثابت باشد و قدرت آن می‌تواند بین حداقل و حداکثر فرکانس‌های عملیاتی تا یک فرکانس پایه تغییر کند. عملکرد ولتاژ ثابت بالاتر از فرکانس پایه، و بنابراین با کاهش نسبت V / Hz، باعث کاهش گشتاور و قابلیت توان ثابت می‌شود.
درایوهای احیاکننده AC یک نوع درایو AC هستند که توانایی بازدهی انرژی ترمز بار را که سریعتر از سرعت موتور (بار تعمیراتی) حرکت می‌کند و به سیستم قدرت بازگردانده می‌شود را دارند.
مقاله VFD VFDاطلاعات اضافی در مورد کنترل‌های سرعت الکترونیکی مورد استفاده با انواع مختلف موتورهای AC را فراهم می‌کند.

## در منابع انگلیسی بیشتر ببینید
- Continuously variable transmission
- Regenerative variable-frequency drives
- Variable-frequency drive
- DC injection braking
- Doubly fed electric machine